# 하우스 (1977년 영화)
《하우스》(HOUSE ハウス)는 1977년 일본의 코미디 호러 영화이다. 이 영화는 CF감독으로 활동하였던 오바야시 노부히코 감독의 극장용 장편 영화 데뷔작으로, 그의 딸인 오바야시 치구미의 아이디어로부터 영화를 구상하였다. 오바야시 노부히코 감독은 후에 오노미치 삼부작인 《전학생(1982년)》,《시간을 달리는 소녀(1983년)》,《외로운 소녀(1985년)》로 유명세를 얻게 된다.

## 줄거리
고등학생인 오샤레는 다가올 여름 방학에 아버지와 함께 갈 여행으로 들떠있다. 그러나 이탈리아로 출장을 갔던 아버지는 료코라는 새엄마와 함께 돌아온다. 돌아온 아버지는 오샤레에게 여름 방학에 새엄마와 함께 여행을 가자고 한다. 이 이야기에 충격을 받은 오샤레는 아버지와의 여행을 포기하고, 친구들과 함께 오랫동안 만나지 못했던 이모의 집에 가기로 한다.
이모네 집에 도착한 오샤레와 친구들은 휠체어를 탄 이모의 환대를 받는다. 그러나 이모는 사실 그녀의 집에 도착한 결혼할 나이가 된 처녀들을 잡아먹는 귀신이었다. 조카의 몸을 장악한 이모는 그녀의 집에 갇힌 오샤레의 친구들을 하나 하나 잡아먹는다. 마침내 오샤레와 그녀의 친구들을 모두 잡아먹은 이모는 그 집으로 찾아올 처녀들을 잡아먹기 위해 기다린다.

## 등장인물
오샤레 - 이케가미 키미코
《하우스》의 주인공. 오샤레는 친구들이 붙여준 별명으로 멋쟁이라는 뜻임.
판타 - 오바 쿠미코
오샤레의 친구. 사진 찍는 것을 좋아하고 망상을 잘 함. 판타는 공상을 뜻하는 영어의 판타지(fantasy)와 탄산음료 '환타' 유래된 별명임.
가리 - 마츠바라 아이
오샤레의 친구. 안경을 쓴 전형적인 모범생임. 별명은 공부벌레는 뜻하는 일본어(ガリ勉)에서의 '가리'와, '갈릴레오'에서 따왔음.
쿵푸 - 진보 미키
오샤레의 친구. 유연성이 좋고 쿵푸를 잘함.
스위트 - 미야코 마사요
오샤레의 친구. 청소하기를 좋아하고 상냥함. 달콤함을 뜻하는 영어의 '스위트(sweet)'가 별명의 유래.
맥 - 사토 미에코
오샤레의 친구. 항상 음식을 손에서 놓지 않을 정도로 먹는 것을 좋아함. 별명은 배, 복부를 나타내는 영어(stomach)과 맥도날드의 '맥'에서 따왔음.
멜로디 - 타나카 에리코
오샤레의 친구. 음악을 좋아하고 피아노가 특기임. 별명은 음악을 의미하는 영어(melody)에서 유래.
토코 케이스케 선생 - 오자키 키요히코
오샤레와 친구들과 함께 이모의 집으로 여행 온 선생님. 판타가 도고 선생님을 좋아함.
에마 료코 - 와니부치 하루코
오샤레의 아버지가 이탈리아에서 만난 재혼상대.
하우스 카레이 (이모님) - 미나미다 요코
오샤레의 이모. 이미 오래전에 죽었지만 귀신이 되었음. 그녀 몸은 귀신의 집이 되어 집으로 찾아온 결혼할 나이의 처녀들을 잡아먹음.
이모의 약혼자 - 미우라 토모카즈 (우정출연)
여교사 - 단 후미 (우정출연)
일곱 소녀가 다니는 고등학교의 선생님. 맞선 상대와 결혼할 예정이다.
도쿄역 젊은이들 - 고다이고 (우정출연)

## DVD출시 정보
《하우스》는 크라이테리언 컬렉션에서 지역 코드 1의 DVD를 2010년 9월에 출시할 예정이다. 크라이테리언 컬렉션의 모기업인 야누스 필름은 북미 내에서 《하우스》의 판권을 가지고 있으며, 2010년 1월 15일 뉴욕주 뉴욕시에서 《하우스》를 재개봉하였다.
지역코드 2의 DVD는 독일의 래피드 아이 무비스에서 출시하였다.
또한, 《하우스》는 영국의 유레카 엔터테인먼트의 마스터 오브 시네마 시리즈 중의 하나로 2010년 1월에 출시되었다.
일본에서는 2001년 도호에서 지역 코드 2의 DVD를 출시하였다.

## 같이 보기
- J호러